# Louis-François Guiguer de Prangins
Louis-François Guiguer de Prangins, né à Paris le 1er décembre 1741 et mort à Prangins le 18 décembre 1786, est un militaire suisse.

## Biographie
Héritier des biens de son père Jean-George ainsi que de son titre de baron de Prangins, Louis-François Guiguer de Prangins fait ses édudes au collège de Genève dès 1753. En 1757, il entre comme officier dans un régiment des Gardes suisses.
Il s'installe au château de Prangins dès le 31 mars 1771 et, pendant les quinze années suivantes, rédige un journal décrivant la vie quotidienne, sociale et économique de la région.
À sa mort en 1786, c'est son fils Charles-Jules Guiguer de Prangins futur général de l'armée suisse, qui hérite de son titre de baron.

## Sources
- Fonds : Louis-François Guiguer de Prangins (1715 - 1923) [2 boîtes].  Cote : CH-000053-1 PP 545. Archives cantonales vaudoises (présentation en ligne).